# Diócesis de Providence
La diócesis de Providence (en latín: Dioecesis Providentiensis y en inglés: Roman Catholic Diocese of Providence) es una circunscripción eclesiástica de la Iglesia católica en Estados Unidos. Se trata de una diócesis latina, sufragánea de la arquidiócesis de Hartford. Desde el 31 de marzo de 2005 su obispo es Thomas Joseph Tobin.

## Territorio y organización
La diócesis tiene 3247 km² y extiende su jurisdicción sobre los fieles católicos de rito latino residentes en el estado de Rhode Island. 
La sede de la diócesis se encuentra en la ciudad de Providence, en donde se halla la Catedral de los Santos Pedro y Pablo.
En 2019 en la diócesis existían 133 parroquias.

## Historia
La diócesis fue erigida el 16 de febrero de 1872 con el breve Quod catholico nomini del papa Pío IX, tomando el territorio de las diócesis de Boston y Hartford (hoy ambas arquidiócesis).
El 12 de marzo de 1904 cedió una parte de su territorio para la erección de la diócesis de Fall River mediante el breve Superni apostolatus del papa Pío X.
La diócesis, que originalmente era sufragánea de la arquidiócesis de Nueva York, pasó a formar parte de la provincia eclesiástica de Hartford el 6 de agosto de 1953.

## Estadísticas
De acuerdo al Anuario Pontificio 2020 la diócesis tenía a fines de 2019 un total de 623 815 fieles bautizados.
| Año                                                                             | Población            | Población | Población      | Sacerdotes | Sacerdotes    | Sacerdotes    | Bautizados por sacerdote | Diáconos permanentes | Religiosos | Religiosos | Parroquias |
| Año                                                                             | Bautizados católicos | Total     | % de católicos | Total      | Clero secular | Clero regular | Bautizados por sacerdote | Diáconos permanentes | Varones    | Mujeres    | Parroquias |
| ------------------------------------------------------------------------------- | -------------------- | --------- | -------------- | ---------- | ------------- | ------------- | ------------------------ | -------------------- | ---------- | ---------- | ---------- |
| 1950                                                                            | 431 240              | 786 850   | 54.8           | 524        | 338           | 186           | 822                      |                      | 361        | 1824       | 133        |
| 1966                                                                            | 548 141              | 859 488   | 63.8           | 617        | 410           | 207           | 888                      |                      | 406        | 2058       | 156        |
| 1970                                                                            | 587 685              | 892 709   | 65.8           | 602        | 383           | 219           | 976                      |                      | 479        | 1513       | 154        |
| 1976                                                                            | 602 467              | 927 000   | 65.0           | 501        | 309           | 192           | 1202                     |                      | 368        | 1318       | 155        |
| 1980                                                                            | 610 000              | 943 000   | 64.7           | 563        | 384           | 179           | 1083                     | 63                   | 352        | 1256       | 156        |
| 1990                                                                            | 631 223              | 1 004 100 | 62.9           | 472        | 331           | 141           | 1337                     | 71                   | 286        | 953        | 159        |
| 1999                                                                            | 629 891              | 987 429   | 63.8           | 458        | 308           | 150           | 1375                     | 92                   | 124        | 769        | 158        |
| 2000                                                                            | 635 590              | 987 429   | 64.4           | 439        | 306           | 133           | 1447                     | 96                   | 266        | 688        | 157        |
| 2001                                                                            | 623 752              | 1 048 319 | 59.5           | 408        | 292           | 116           | 1528                     | 96                   | 238        | 682        | 157        |
| 2002                                                                            | 639 962              | 1 048 319 | 61.0           | 429        | 304           | 125           | 1491                     | 96                   | 254        | 655        | 157        |
| 2003                                                                            | 649 188              | 1 063 200 | 61.1           | 407        | 281           | 126           | 1595                     | 107                  | 241        | 654        | 157        |
| 2004                                                                            | 679 275              | 1 069 725 | 63.5           | 400        | 279           | 121           | 1698                     | 108                  | 195        | 605        | 152        |
| 2013                                                                            | 677 000              | 1 130 000 | 59.9           | 349        | 253           | 96            | 1939                     | 97                   | 170        | 390        | 142        |
| 2016                                                                            | 691 848              | 1 154 086 | 59.9           | 320        | 247           | 73            | 2162                     | 91                   | 140        | 357        | 141        |
| 2019                                                                            | 623 815              | 1 057 315 | 59.0           | 304        | 229           | 75            | 2052                     | 96                   | 137        | 352        | 133        |
| Fuente: Catholic-Hierarchy, que a su vez toma los datos del Anuario Pontificio. |                      |           |                |            |               |               |                          |                      |            |            |            |

## Episcopologio
- Thomas Francis Hendricken † (16 de febrero de 1872-11 de junio de 1886 falleció)
- Matthew A. Harkins † (11 de febrero de 1887-25 de mayo de 1921 falleció)
- William Augustine Hickey † (25 de mayo de 1921 por sucesión-4 de octubre de 1933 falleció)
- Francis Patrick Keough † (10 de febrero de 1934-29 de noviembre de 1947 nombrado arzobispo de Baltimore)
- Russell Joseph McVinney † (29 de mayo de 1948-10 de agosto de 1971 falleció)
- Louis Edward Gelineau (6 de diciembre de 1971-11 de junio de 1997 renunció)
- Robert Edward Mulvee † (11 de junio de 1997 por sucesión-31 de marzo de 2005 retirado)
- Thomas Joseph Tobin, desde el 31 de marzo de 2005